# Allium amplectens
Allium amplectens — вид трав'янистих рослин родини амарилісові (Amaryllidaceae), поширений у Британській Колумбії (Канада) й на заході США.

## Опис
Цибулин 1–15+, від яйцюватих до ±кулястих, 0.6–1.5 × 0.6–1.3 см; зовнішні оболонки містять 1 або більше цибулин, коричневі, чітко виражені клітинно-сітчасті, перетинчасті; внутрішні оболонки зазвичай темно-червоні, іноді білі до рожевих. Листки стійкі, висихають від наконечника в період цвітіння, 2–4, 10–36 см × 0.5–2 мм, краї цілі. Стеблина стійка, поодинока, пряма, міцна, 15–50 см × 3–5 мм. Зонтик руйнується після дозрівання насіння, прямостійний, компактний, 10–50-квітковий, півсферичний, цибулинки невідомі. Квіти зірчасті, 5–9 мм; листочки оцвітини розлогі в період цвітіння, від білих до рожевих, ланцетні, ± рівні, краї цілі, верхівка гостра. Пиляки жовті або пурпурні; пилок жовтий. Насіннєвий покрив тьмяний. 2n = 14, 21, 28.
Квітне у квітні — липні.

## Поширення
Поширений у Британській Колумбії (Канада), штатах Каліфорнія, Орегон, Вашингтон (США).
Населяє глиняні ґрунти, сухі схили та відкриті рівнини; 0–1800 м.